# 中華民國駐馬紹爾群島大使列表
本列表為中華民國駐馬紹爾群島歷任大使名錄。

## 歷任大使

### 中華民國驻马绍尔群岛大使（1999年至今）
中華民國與馬紹爾群島雙方於1998年11月20日建立外交關係，中華民國在1998年12月5日在馬紹爾群島首府馬久羅設置大使館。
| 姓名     | 到任          | 離任          | 外交衔级 | 外交职务     | 備註 | 備註 |
| -------- | ------------- | ------------- | -------- | ------------ | ---- | ---- |
| 刘富添   | 1999年1月     | 2001年6月1日  | 大使     | 特命全权大使 |      |      |
| 林松焕   | 2001年6月5日  | 2003年6月     | 大使     | 特命全权大使 |      |      |
| 陈连军   | 2003年5月     | 2007年2月28日 | 大使     | 特命全权大使 |      |      |
| 令狐榮達 | 2007年3月3日  | 2010年9月5日  | 大使     | 特命全权大使 |      |      |
| 李自剛   | 2010年9月7日  | 2014年1月29日 | 大使     | 特命全权大使 |      |      |
| 陳文儀   | 2014年1月30日 | 2016年10月    | 大使     | 特命全权大使 |      |      |
| 唐殿文   | 2016年9月29日 | 2018年9月2日  | 大使     | 特命全权大使 |      |      |
| 蕭勝中   | 2018年9月6日  | 2022年9月     | 大使     | 特命全权大使 |      |      |
| 夏季昌   | 2022年9月     | 現任          | 大使     | 特命全权大使 |      |      |

## 外部連結
- 中華民國駐馬紹爾群島共和國大使館 （页面存档备份，存于）（繁體中文）（英文）(Facebook （页面存档备份，存于）、Twitter （页面存档备份，存于）)